# Glacier d'Ollomont
Glacier (ook spelling Glassier) is een gehucht op 1560 meter hoogte in de Italiaanse gemeente Ollomont. Hier eindigt de weg door het Valle di Ollomont. Vanaf de parkeerplaats, die bij het gehucht ligt, is het mogelijk om via meerdere routes, onder andere lopend langs de Rifugio Franco Chiarella all'Amianthe, de omliggende bergen, zoals de Grand Combin en de Tête Blanche te beklimmen.